# Carlo Montano
Pour les articles homonymes, voir Montano.
Carlo Montano (né le 25 septembre 1952 à Livourne) est un fleurettiste italien.

## Biographie
Carlo Montano est médaillé d'argent par équipe aux Jeux olympiques d'été de 1976 à Montréal, avec Fabio Dal Zotto, Stefano Simoncelli, Giovanni Battista Coletti et Attilio Calatroni.

## Famille
Carlo Montano est issu d'une famille d'escrimeurs : il est le neveu d'Aldo Montano (1910-1996) et l'oncle d'Aldo Montano (1978), ainsi que le frère de Tommaso Montano et de Mario Tullio Montano et le cousin de Mario Aldo Montano.